# Лісев
Лісев (пол. Lisew) — село в Польщі, у гміні Жеркув Яроцинського повіту Великопольського воєводства. Населення — 281 особа (2011).
У 1975—1998 роках село належало до Каліського воєводства.

## Демографія
Демографічна структура станом на 31 березня 2011 року:
|          | Загалом | Допрацездатний вік | Працездатний вік | Постпрацездатний вік |
| -------- | ------- | ------------------ | ---------------- | -------------------- |
| Чоловіки | 142     | 33                 | 94               | 15                   |
| Жінки    | 139     | 28                 | 79               | 32                   |
| Разом    | 281     | 61                 | 173              | 47                   |